# Liste des pièces commémoratives de 2 euros de 2018
Carte
- deux pièces commémoratives de 2 € émises
- une pièce commémorative de 2 € émise
- pas de pièce commémorative de 2 € émise
- ne fait pas partie de la zone euro

Chronologie
2017 2019
Une pièce commémorative de 2 euros est une pièce de 2 euros frappée par un État membre de la zone euro ou par un des micro-États autorisés à frapper des pièces de monnaie libellées en euro, destinée à commémorer un événement historique ou célébrer un événement actuel important.  
Cet article répertorie les 36 pièces commémoratives émises en 2018. 

## Pièces émises
Pour un article plus général, voir Pièce commémorative de 2 euros.
| Allemagne                | Présidence de Berlin au Bundesrat, |                       |
|                          | Cette pièce est la treizième de la première série de 16 pièces de 2 € commémoratives sur les Länder allemands. La représentation du bâtiment principal du château de Charlottenbourg, à Berlin, et de sa cour d'honneur. À l'avant-plan, le haut des deux piliers du portail d'entrée du château, surmontés chacun par la statue d'un gladiateur. Entre les piliers, la légende BERLIN au-dessus de l'initiale du pays émetteur D (pour Deutschland). En haut, à gauche, le millésime 2018. L'anneau externe de la pièce comporte les douze étoiles du drapeau européen. |                       |
| Graveur : Bodo Broschat  | \| Gravure sur la tranche : \| Date : \| Tirage : \| \| \| 30 janvier 2018 \| 30 millions de pièces \| |                       |
| Gravure sur la tranche : | Date : | Tirage :              |
|                          | 30 janvier 2018 | 30 millions de pièces |

| Allemagne                | 100e anniversaire de la naissance du chancelier fédéral d'Allemagne Helmut Schmidt, le 23 décembre 1918 à Hambourg, |                       |
|                          | L'effigie d'Helmut Schmidt de face, la main droite en avant, symbolisant le dialogue avec un interlocuteur. En haut à droite, son nom HELMUT SCHMIDT. Au-dessus de son épaule gauche, ses années de naissance et de mort 1918-2015. Derrière sa nuque, l'initiale du pays émetteur D (pour Deutschland) et le millésime 2018. L'anneau externe de la pièce comporte les douze étoiles du drapeau européen. |                       |
| Graveur : Bodo Broschat  | \| Gravure sur la tranche : \| Date : \| Tirage : \| \| \| Janvier/février 2018 \| 30 millions de pièces \| |                       |
| Gravure sur la tranche : | Date : | Tirage :              |
|                          | Janvier/février 2018 | 30 millions de pièces |

| Andorre                  | 25e anniversaire de la Constitution de l'Andorre, entrée en vigueur le 4 mai 1993 |               |
|                          | Monument dédié aux femmes et hommes d'Andorre qui ont lancé la Constitution, érigé à Andorre-la-Vieille et montrant une silhouette d'un homme et d'une femme. À droite du monument, la carte de l'Andorre sur laquelle est apposée la devise de la Principauté : VIRTVS VNITA FORTIOR (L'union fait la force). À droite, la légende 25è ANIVERSARI DE LA CONSTITUCIÓ (25e anniversaire de la Constitution) et les dates 1993-2018. À gauche, la mention du pays émetteur ANDORRA. L'anneau externe de la pièce comporte les douze étoiles du drapeau européen. |               |
| Graveur :                | \| Gravure sur la tranche : \| Date : \| Tirage : \| \| \| Avril 2018 \| 75 000 pièces \| |               |
| Gravure sur la tranche : | Date : | Tirage :      |
|                          | Avril 2018 | 75 000 pièces |

| Andorre                  | 70e anniversaire de la Déclaration universelle des droits de l'homme, adoptée le 10 décembre 1948 à Paris, |               |
|                          | Sept escaliers (pour les 7 paroisses de l'Andorre) formant des montagnes descendant vers une vallée ou est indiquée la mention du pays émetteur ANDORRA suivi du millésime 2018. Les escaliers peuvent également être vus comme les branches d'un arbre stylisé sur lequel sont accrochées 30 feuilles qui symbolisent les 30 articles de la Déclaration universelle des droits de l'homme. La légende 70 ANYS DE LA DECLARACIÓ UNIVERSAL DELS DRETS HUMANS (70 ans de la Déclaration universelle des droits de l'homme) entoure le dessin. L'anneau externe de la pièce comporte les douze étoiles du drapeau européen. |               |
| Graveur :                | \| Gravure sur la tranche : \| Date : \| Tirage : \| \| \| Novembre 2018 \| 75 000 pièces \| |               |
| Gravure sur la tranche : | Date : | Tirage :      |
|                          | Novembre 2018 | 75 000 pièces |

| Autriche                 | 100e anniversaire de la république d'Autriche |                   |
|                          | Partie supérieure de la statue de la déesse grecque Athéna réalisée par Karl Knudmann devant une représentation du bâtiment du Parlement autrichien. Sous le menton de la déesse, la légende 100 JAHRE (100 ans). En bas et vers la droite, la mention du pays émetteur REPUBLIK ÖSTERREICH. Devant le parlement, le millésime 2018. L'anneau externe de la pièce comporte les douze étoiles du drapeau européen. |                   |
| Graveur :                | \| Gravure sur la tranche : \| Date : \| Tirage : \| \| \| Décembre 2017 \| 18 100 100 pièces \| |                   |
| Gravure sur la tranche : | Date : | Tirage :          |
|                          | Décembre 2017 | 18 100 100 pièces |

| Belgique                 | 50e anniversaire des événements de mai 68 |                     |
|                          | Représentation stylisée de deux étudiants, l'un brandissant des tracts, l'autre un drapeau, devant un amphithéâtre. En haut, la légende bilingue mei et mai l'un au-dessus de l'autre suivi de • 1968. Au gauche des deux étudiants, le millésime 2018 au-dessus de la mention du pays émetteur en abrégé BE. L'anneau externe de la pièce comporte les douze étoiles du drapeau européen. Le projet présenté initialement aux autorités européennes a été refusé en raison de la mention student revolt (révolte étudiante). |                     |
| Graveur : Luc Luycx      | \| Gravure sur la tranche : \| Date : \| Tirage : \| \| \| Juin 2018 \| 260 000 exemplaires \| |                     |
| Gravure sur la tranche : | Date : | Tirage :            |
|                          | Juin 2018 | 260 000 exemplaires |

| Belgique                 | 50e anniversaire du lancement du satellite européen ESRO 2B, le 17 mai 1968 depuis Vandenberg Air Force Base, aux États-Unis, |                |
|                          | Le satellite artificiel ESRO 2B en orbite autour de la Terre. La Terre située à droite du satellite montre les continents européen et africain. En haut, à gauche, le nom du satellite ESRO-2B et les années 1968 et 2018 l'une en dessous de l'autre. En bas, la mention du pays émetteur en abrégé BE. L'anneau externe de la pièce comporte les douze étoiles du drapeau européen. |                |
| Graveur : Luc Luycx      | \| Gravure sur la tranche : \| Date : \| Tirage : \| \| \| Octobre 2018 \| 260 000 pièces \| |                |
| Gravure sur la tranche : | Date : | Tirage :       |
|                          | Octobre 2018 | 260 000 pièces |

| Espagne                  | Centre historique de Saint-Jacques-de-Compostelle, inscrit au patrimoine mondial de l'UNESCO depuis 1985, |                |
|                          | Cette pièce est la neuvième d'une série de pièces commémoratives sur les sites espagnols inscrits au patrimoine mondial de l'UNESCO. Statue de Saint Jacques devant la porte sainte de la Cathédrale de Saint-Jacques-de-Compostelle. À gauche, la mention du pays émetteur ESPAÑA. En bas, à gauche, le millésime 2018. L'anneau externe de la pièce comporte les douze étoiles du drapeau européen. |                |
| Graveur :                | \| Gravure sur la tranche : \| Date : \| Tirage : \| \| \| 1er février 2018 \| 300 000 pièces \| |                |
| Gravure sur la tranche : | Date : | Tirage :       |
|                          | 1er février 2018 | 300 000 pièces |

| Espagne                  | 50e anniversaire de la naissance du roi Felipe VI, le 30 janvier 1968 à Madrid, |                |
|                          | Armoiries du roi Felipe VI. En bas et vers la droite, la légende 50 ANIVERSARIO DE DON FELIPE VI (50e anniversaire de Don Felipe VI). À gauche, la mention du pays émetteur ESPAÑA et le millésime 2018. L'anneau externe de la pièce comporte les douze étoiles du drapeau européen. |                |
| Graveur :                | \| Gravure sur la tranche : \| Date : \| Tirage : \| \| \| 1er février 2018 \| 400 000 pièces \| |                |
| Gravure sur la tranche : | Date : | Tirage :       |
|                          | 1er février 2018 | 400 000 pièces |

| Estonie                   | 100e anniversaire de l'indépendance des pays baltes, |                |
|                           | Cette pièce porte un dessin commun choisi avec la Lettonie et la Lituanie. Une tresse composée de trois mèches. Chacune d'elles comporte en haut les écussons (de gauche à droite) de la Lituanie, la Lettonie et l'Estonie. Au centre le nombre 100 stylisé. En bas à gauche, le nom du pays émetteur EESTI. En bas à droite, le millésime 2018. L'anneau externe de la pièce comporte les douze étoiles du drapeau européen. Le dessin a été choisi par Internet entre le 21 mars et le 5 avril 2017 parmi six propositions (deux venant de chaque pays). Le projet gagnant, baptisé Baltic sisters with plaited hair a obtenu 4 277 voix sur 14 302. |                |
| Graveur : Justas Petrulis | \| Gravure sur la tranche : \| Date : \| Tirage : \| \| \| 1er trimestre 2018 \| 500 000 pièces \| |                |
| Gravure sur la tranche :  | Date : | Tirage :       |
|                           | 1er trimestre 2018 | 500 000 pièces |

| Estonie                              | 100e anniversaire de l'indépendance de l'Estonie, |                  |
|                                      | Le logo officiel du centenaire de la république d'Estonie composé du chiffre 1 et de deux disques l'un au-dessus de l'autre, formant ainsi le nombre 100 et le nombre 18 (pour 1918, année de la première indépendance de l'Estonie). L'intérieur du 1 et du disque du bas est composé d'un vol d'oiseaux. En bas, la légende SADA AASTAT EESTI VABARIIKI (cent ans république d'Estonie), suivie d'un point, puis de la mention du pays émetteur EESTI et du millésime 2018. L'anneau externe de la pièce comporte les douze étoiles du drapeau européen. Le dessin a été choisi à la suite d'un concours. Trente-trois projets ont été présentés. La frappe correspond au nombre d'habitants en Estonie au 1er janvier 2017. |                  |
| Graveur : Ionel Lehari Meelis Opmann | \| Gravure sur la tranche : \| Date : \| Tirage : \| \| \| Janvier/février 2018 \| 1 317 800 pièces \| |                  |
| Gravure sur la tranche :             | Date : | Tirage :         |
|                                      | Janvier/février 2018 | 1 317 800 pièces |

| Finlande                 | Les paysages nationaux de la Finlande : le parc national de Koli, en Carélie du Nord, |                     |
|                          | Vue du parc depuis le mont Ukko-Koli. À gauche, la mention abrégée du pays émetteur FI. En bas, le millésime 2018. L'anneau externe de la pièce comporte les douze étoiles du drapeau européen. Le choix du parc s'est fait grâce à un sondage en ligne réalisé pendant l'été 2017 par la Monnaie de Finlande. |                     |
| Graveur : Erkki Vainio   | \| Gravure sur la tranche : \| Date : \| Tirage : \| \| \| Avril-mai 2018 \| 1 million de pièces \| |                     |
| Gravure sur la tranche : | Date : | Tirage :            |
|                          | Avril-mai 2018 | 1 million de pièces |

| Finlande                 | La culture du sauna finlandais, |                     |
|                          | Paysage représentant un sauna en pleine nature, au bord d'un lac. À gauche, la mention abrégée du pays émetteur FI. En bas, le millésime 2018. L'anneau externe de la pièce comporte les douze étoiles du drapeau européen. |                     |
| Graveur : Erkki Vainio   | \| Gravure sur la tranche : \| Date : \| Tirage : \| \| \| Octobre 2018 \| 1 million de pièces \| |                     |
| Gravure sur la tranche : | Date : | Tirage :            |
|                          | Octobre 2018 | 1 million de pièces |

| France                    | Le Bleuet de France, |                       |
|                           | Représentation stylisée d'un bleuet (en couleur sur les pièces émises en qualité BU et BE). Le fond représente le drapeau français en utilisant les conventions héraldiques : hachures horizontales pour le bleu, absence de hachures pour le blanc et les hachures verticales pour le rouge. Autour du bleuet, la légende Le Bleuet de France, fleur de mémoire et de solidarité. En bas, les années 1918-2018 entourées de la mention abrégée du pays émetteur RF (pour République française). L'anneau externe de la pièce comporte les douze étoiles du drapeau européen. |                       |
| Graveur : Joaquin Jimenez | \| Gravure sur la tranche : \| Date : \| Tirage : \| \| \| 31 janvier 2018 \| 15 millions de pièces \| |                       |
| Gravure sur la tranche :  | Date : | Tirage :              |
|                           | 31 janvier 2018 | 15 millions de pièces |

| France                    | Simone Veil, née Jacob, femme politique née le 13 juillet 1927 à Nice et morte le 30 juin 2017 à Paris, |                       |
|                           | Effigie de Simone Veil de face, devant la représentation stylisée de l'hémicycle du Parlement européen. Sur son col, son numéro de déportation au camp d'Auschwitz 78651. À gauche du col, 1975, année de la loi française sur dépénalisation de l'avortement, qui porte son nom. Juste au-dessus, la mention abrégée du pays émetteur RF (pour République française). En haut, son nom SIMONE VEIL et ses années de naissance et de mort 1927-2017. À droite, le millésime 2018. L'anneau externe de la pièce comporte les douze étoiles du drapeau européen. |                       |
| Graveur : Joaquin Jimenez | \| Gravure sur la tranche : \| Date : \| Tirage : \| \| \| Mai-juin 2018 \| 15 millions de pièces \| |                       |
| Gravure sur la tranche :  | Date : | Tirage :              |
|                           | Mai-juin 2018 | 15 millions de pièces |

| Grèce                            | 70e anniversaire de l'union du Dodécanèse avec la Grèce, |                |
|                                  | Calice d'une rose, symbole de Rhodes, entouré de vagues stylisées. En haut, la légende 1948-2018 Η ΕΝΩΣΗ ΤΩΝ ΔΩΔΕΚΑΝΉΣΩΝ ΜΕ ΤΗΝ ΕΛΛΑΔΑ (Rattachement du Dodécanèse à la Grèce). En bas, la mention du pays émetteur ΕΛΛΗΝΙΚΗ ΔΗΜΟΚΡΑΤΙΑ. L'anneau externe de la pièce comporte les douze étoiles du drapeau européen. |                |
| Graveur : Geórgios Stamatópoulos | \| Gravure sur la tranche : \| Date : \| Tirage : \| \| \| Mi-2018 \| 750 000 pièces \| |                |
| Gravure sur la tranche :         | Date : | Tirage :       |
|                                  | Mi-2018 | 750 000 pièces |

| Grèce                            | 75e anniversaire de la mort du poète grec Kostís Palamás, le 27 février 1943 à Athènes, |                |
|                                  | Buste de Kostís Palamás. À gauche, la mention du pays émetteur ΕΛΛΗΝΙΚΗ ΔΗΜΟΚΡΑΤΙΑ et son nom ΚΩΣΤΗΣ ΠΑΛΑΜΑΣ. À droite, le millésime 2018. L'anneau externe de la pièce comporte les douze étoiles du drapeau européen. |                |
| Graveur : Geórgios Stamatópoulos | \| Gravure sur la tranche : \| Date : \| Tirage : \| \| \| Mi-2018 \| 750 000 pièces \| |                |
| Gravure sur la tranche :         | Date : | Tirage :       |
|                                  | Mi-2018 | 750 000 pièces |

| Italie                    | 70e anniversaire de l'entrée en vigueur de la Constitution de la République italienne, en 1948 |                      |
|                           | Signature de la Constitution montrant Enrico De Nicola, président de la République à titre provisoire, assis au bureau, entouré, à gauche d'Alcide De Gasperi, président du Conseil et, à droite, de Umberto Terracini, Président de l'Assemblée constituante de la République italienne. En haut, la légende COSTITUZIONE (Constitution), au-dessus des initiales superposées du pays émetteur RI (pour Repubblica Italiana). En bas, la légende CON SICURA COSCIENZA (en bonne conscience) et les années 1948·2018. L'anneau externe de la pièce comporte les douze étoiles du drapeau européen. |                      |
| Graveur : Uliana Pernazza | \| Gravure sur la tranche : \| Date : \| Tirage : \| \| \| Janvier 2018 \| 4 millions de pièces \| |                      |
| Gravure sur la tranche :  | Date : | Tirage :             |
|                           | Janvier 2018 | 4 millions de pièces |

| Italie                    | 60e anniversaire de la création du Ministère italien de la Santé, en 1958, |                      |
|                           | Allégorie de la santé représenté par un visage féminin accompagné, à droite, d'un poisson, d'un épi de blé, un caducée et une représentation de l'ADN. À gauche, les initiales superposées du pays émetteur RI (pour Repubblica Italiana). En haut, la légende MINISTERO DELLA SALUTE 1958-2018 (Ministère de la Santé 1958-2018). L'anneau externe de la pièce comporte les douze étoiles du drapeau européen. |                      |
| Graveur : Silvia Petrassi | \| Gravure sur la tranche : \| Date : \| Tirage : \| \| \| Mars 2018 \| 3 millions de pièces \| |                      |
| Gravure sur la tranche :  | Date : | Tirage :             |
|                           | Mars 2018 | 3 millions de pièces |

| Lettonie                  | 100e anniversaire de l'indépendance des pays baltes, |                |
|                           | Cette pièce porte un dessin commun choisi avec l'Estonie et la Lituanie. Une tresse composée de trois mèches. Chacune d'elles comporte en haut les écussons (de gauche à droite) de la Lituanie, la Lettonie et l'Estonie. Au centre le nombre 100 stylisé. En bas à gauche, le nom du pays émetteur LATVIJA. En bas à droite, le millésime 2018. L'anneau externe de la pièce comporte les douze étoiles du drapeau européen. Le dessin a été choisi par Internet entre le 21 mars et le 5 avril 2017 parmi six propositions (deux venant de chaque pays). Le projet gagnant, baptisé Baltic sisters with plaited hair a obtenu 4 277 voix sur 14 302. |                |
| Graveur : Justas Petrulis | \| Gravure sur la tranche : \| Date : \| Tirage : \| \| \| 1er trimestre 2018 \| 512 000 pièces \| |                |
| Gravure sur la tranche :  | Date : | Tirage :       |
|                           | 1er trimestre 2018 | 512 000 pièces |

| Lettonie                 | Zemgale |                |
|                          | Cette pièce est la quatrième pièce d'une série de 4 pièces de 2 € commémoratives sur les régions de Lettonie. L'écusson de la région de Zemgale au-dessus du nom de la région ZEMGALE et en dessous de la mention du pays émetteur LATVIJA. À droite, le millésime 2018. L'anneau externe de la pièce comporte les douze étoiles du drapeau européen. |                |
| Graveur :                | \| Gravure sur la tranche : \| Date : \| Tirage : \| \| \| 2e semestre 2018 \| 512 000 pièces \| |                |
| Gravure sur la tranche : | Date : | Tirage :       |
|                          | 2e semestre 2018 | 512 000 pièces |

| Lituanie                  | 100e anniversaire de l'indépendance des pays baltes, |                     |
|                           | Cette pièce porte un dessin commun choisi avec l'Estonie et la Lettonie. Une tresse composée de trois mèches. Chacune d'elles comporte en haut les écussons (de gauche à droite) de la Lituanie, la Lettonie et l'Estonie. Au centre le nombre 100 stylisé. En bas à gauche, le nom du pays émetteur LIETUVA. En bas à droite, le millésime 2018. L'anneau externe de la pièce comporte les douze étoiles du drapeau européen. Le dessin a été choisi par Internet entre le 21 mars et le 5 avril 2017 parmi six propositions (deux venant de chaque pays). Le projet gagnant, baptisé Baltic sisters with plaited hair a obtenu 4 277 voix sur 14 302. |                     |
| Graveur : Justas Petrulis | \| Gravure sur la tranche : \| Date : \| Tirage : \| \| \| 1er trimestre 2018 \| 1 million de pièces \| |                     |
| Gravure sur la tranche :  | Date : | Tirage :            |
|                           | 1er trimestre 2018 | 1 million de pièces |

| Lituanie                 | Célébrations de chants et danses lituaniennes, |                |
|                          | Guirlande en papier découpé représentant des hommes et des femmes (deux hommes et une femme sont visibles entièrement, deux femmes le sont partiellement), en dessous d'oiseaux (deux oiseaux sont visibles entièrement et deux le sont partiellement) et au-dessus de touffes d'herbe. En bas, la mention du pays émetteur LIETUVA. Sur l'oiseau, en haut, à gauche, le millésime 2018. L'anneau externe de la pièce comporte les douze étoiles du drapeau européen. |                |
| Graveur :                | \| Gravure sur la tranche : \| Date : \| Tirage : \| \| \| 2e trimestre 2018 \| 500 000 pièces \| |                |
| Gravure sur la tranche : | Date : | Tirage :       |
|                          | 2e trimestre 2018 | 500 000 pièces |

| Luxembourg               | 150e anniversaire de la Constitution du Luxembourg, entrée en vigueur en 1868 |                |
|                          | Buste du grand-duc Henri, légèrement tourné vers la droite, au-dessus d'un livre ouvert, vu latéralement. À droite du grand-duc, les années 1868-2018 en deux lignes et la mention 150 ANS. Au-dessus du livre, le début de la légende CONSTITUTION DU GRAND-DUCHÉ DE (en deux lignes). En dessous du livre, la fin de la légende mentionnant le pays émetteur LUXEMBOURG. L'anneau externe de la pièce comporte les douze étoiles du drapeau européen. |                |
| Graveur :                | \| Gravure sur la tranche : \| Date : \| Tirage : \| \| \| Janvier 2018 \| 500 000 pièces \| |                |
| Gravure sur la tranche : | Date : | Tirage :       |
|                          | Janvier 2018 | 500 000 pièces |

| Luxembourg               | 175e anniversaire de la mort du grand-duc Guillaume Ier, le 12 décembre 1843 à Berlin, en Prusse |                |
|                          | À gauche, le buste du grand-duc et roi des Pays-Bas Guillaume Ier. À droite, le buste du grand-duc Henri tourné vers la gauche. Entre les deux visages, à la verticale, empiétant sur l'anneau externe, le nom GUILLAUME Ier et ses années de naissance et de mort 1772-1843. En bas, sous les deux bustes, la mention du pays émetteur LUXEMBOURG surmontée du millésime 2018. L'anneau externe de la pièce comporte les douze étoiles du drapeau européen. |                |
| Graveur :                | \| Gravure sur la tranche : \| Date : \| Tirage : \| \| \| Septembre 2018 \| 500 000 pièces \| |                |
| Gravure sur la tranche : | Date : | Tirage :       |
|                          | Septembre 2018 | 500 000 pièces |

| Malte                      | Temples mégalithiques de Mnajdra, |                |
|                            | Cette pièce est la troisième d'une série de 7 pièces commémoratives sur les sites préhistoriques maltais. Représentation des ruines des temples mégalithiques de Mnajdra, sur la côte sud de Malte. En haut, à droite, la légende, en deux lignes MNAJDRA TEMPLES au-dessus des années 3000-2500 BC (BC pour « avant Jésus-Christ »). En dessous du dessin, à gauche, la mention du pays émetteur MALTA au-dessus du millésime 2018. L'anneau externe de la pièce comporte les douze étoiles du drapeau européen. |                |
| Graveur : Noel Galea Bason | \| Gravure sur la tranche : \| Date : \| Tirage : \| \| \| Juillet 2018 \| 320 000 pièces \| |                |
| Gravure sur la tranche :   | Date : | Tirage :       |
|                            | Juillet 2018 | 320 000 pièces |

| Malte                                                       | Patrimoine culturel |                |
|                                                             | Cette pièce est la troisième d'une série de 5 pièces commémoratives des enfants en solidarité dessinées par des élèves de secondaire sur les thèmes de l'amour, la paix, la nature/l'environnement, le patrimoine et les jeux. Dessin enfantin représentant différents éléments du patrimoine culturel maltais : un temple préhistorique dans lequel on distingue, en haut un paysage avec une coupole et un clocher d'église accompagné d'un soleil et, en dessous, un bateau battant pavillon maltais. Au-dessus du temple, la mention du pays émetteur Malta. En bas, le millésime 2018. L'anneau externe de la pièce comporte les douze étoiles du drapeau européen. Le dessin a été choisi parmi les 129 projets présentés par des enfants pour les trois pièces de 2 € de la série : patrimoine culturel (2018), nature et environnement (2019) et jeux (2020). Le concours a été lancé le 13 novembre 2017 par la Banque centrale de Malte, en collaboration avec le ministère de l'éducation et de l'emploi de Malte et la Malta Community Chest Fund. Le jury a choisi le projet de Nicole Dimech, étudiant au St Nicholas College, à Ir-Rabat pour la pièce de 2018. |                |
| Graveur : Nicole Dimech (dessin) Noel Galea Bason (gravure) | \| Gravure sur la tranche : \| Date : \| Tirage : \| \| \| Novembre 2018 \| 320 000 pièces \| |                |
| Gravure sur la tranche :                                    | Date : | Tirage :       |
|                                                             | Novembre 2018 | 320 000 pièces |

| Monaco                   | 250e anniversaire de la naissance du sculpteur, peintre et dessinateur monégasque François-Joseph Bosio, le 19 mars 1768, à Monaco, |               |
|                          | Effigie de François-Joseph Bosio et représentation de son œuvre La Nymphe Salmacis. En haut, la mention du pays émetteur MONACO. En bas, sur une première ligne le nom du sculpteur FRANÇOIS-JOSEPH BOSIO et sur une seconde, son année de naissance 1768, son métier SCULPTEUR et le millésime 2018. L'anneau externe de la pièce comporte les douze étoiles du drapeau européen. |               |
| Graveur :                | \| Gravure sur la tranche : \| Date : \| Tirage : \| \| \| 1er juin 2018 \| 16 000 pièces \| |               |
| Gravure sur la tranche : | Date : | Tirage :      |
|                          | 1er juin 2018 | 16 000 pièces |

| Portugal                 | 250e anniversaire de l'Imprimerie nationale, |                |
|                          | Texte typographique en majuscules en 8 lignes 1768-2018 IMPRENSA NACIONAL DUZENTOS E CINQUENTA 250 ANOS PORTUGAL MMXVIII (1768-2018 Imprimerie nationale deux cent cinquante 250 ans Portugal MMXVIII) exposés comme les livres d'une bibliothèque. L'anneau externe de la pièce comporte les douze étoiles du drapeau européen. |                |
| Graveur : Eduardo Aires  | \| Gravure sur la tranche : \| Date : \| Tirage : \| \| \| Mai 2018 \| 520 000 pièces \| |                |
| Gravure sur la tranche : | Date : | Tirage :       |
|                          | Mai 2018 | 520 000 pièces |

| Portugal                 | 250e anniversaire du Jardim Botânico da Ajuda, à Lisbonne, |                |
|                          | Représentation d'un très ancien dracaena, symbole du jardin botanique. En haut, la légende 250 ANOS JARDIM BOTÂNICO DA AJUDA. En bas, la mention du pays émetteur PORTUGAL suivie du millésime 2018. L'anneau externe de la pièce comporte les douze étoiles du drapeau européen. |                |
| Graveur : João Fazenda   | \| Gravure sur la tranche : \| Date : \| Tirage : \| \| \| Juillet 2018 \| 520 000 pièces \| |                |
| Gravure sur la tranche : | Date : | Tirage :       |
|                          | Juillet 2018 | 520 000 pièces |

| Saint-Marin                 | 500e anniversaire de la naissance du peintre vénitien Jacopo Robusti, dit Le Tintoret, le 29 avril 1518 à Venise, |               |
|                             | Détail du tableau La Visitation montrant l'étreinte entre la Vierge Marie et sa cousine Élisabeth. En haut, à gauche, la mention du pays émetteur SAN MARINO. En bas, à droite, le nom du peintre TINTORETTO (Le Tintoret). Entre les deux femmes, les années 1518 et 2018. L'anneau externe de la pièce comporte les douze étoiles du drapeau européen. |               |
| Graveur : Luciana De Simoni | \| Gravure sur la tranche : \| Date : \| Tirage : \| \| \| 5 avril 2018 \| 60 500 pièces \| |               |
| Gravure sur la tranche :    | Date : | Tirage :      |
|                             | 5 avril 2018 | 60 500 pièces |

| Saint-Marin               | 420e anniversaire de la naissance du sculpteur, architecte et peintre Gian Lorenzo Bernini, le 7 décembre 1598 à Naples, |               |
|                           | Reproduction d'un détail de l'œuvre de Gian Lorenzo Bernini Buste de Costanza Bonarelli. À gauche, au niveau du cou, les années 1598 et 2018. Toujours à gauche, la mention du pays émetteur SAN MARINO. À droite, le nom de l'artiste BERNINI. L'anneau externe de la pièce comporte les douze étoiles du drapeau européen. |               |
| Graveur : Annalisa Masini | \| Gravure sur la tranche : \| Date : \| Tirage : \| \| \| septembre 2018 \| 60 500 pièces \| |               |
| Gravure sur la tranche :  | Date : | Tirage :      |
|                           | septembre 2018 | 60 500 pièces |

| Slovaquie                | 25e anniversaire de l'établissement de la République slovaque, |                     |
|                          | La carte de la Slovaquie passant sous un arc symbolisant la porte de l'Union européenne. Sous l'arc, tout en haut, le signe € entouré de 8 des 12 étoiles du drapeau européen. En bas de l'arc, la date d'indépendance du pays 1.1.1993 et le millésime 2018. À gauche, les armoiries de la Slovaquie. En bas, à gauche, la mention du pays émetteur SLOVENSKÁ REPUBLIKA. L'anneau externe de la pièce comporte les douze étoiles du drapeau européen. Le dessin a été choisi en février 2017 par le conseil d'administration de la Banque nationale de Slovaquie parmi les deux lauréats d'un concours organisé pour la pièce de 25 euros commémorant le même sujet. Ce concours a été lancé en novembre 2016. Huit projets ont été présentés à un comité, qui a recommandé le projet de Branislav Ronai, en janvier 2017. Cependant, le Gouverneur a désigné un autre gagnant : le projet de Pavel Károly. C'est ce dernier qui fut choisi pour la pièce de 2 euros. |                     |
| Graveur : Pavel Károly   | \| Gravure sur la tranche : \| Date : \| Tirage : \| \| \| Janvier 2018 \| 1 million de pièces \| |                     |
| Gravure sur la tranche : | Date : | Tirage :            |
|                          | Janvier 2018 | 1 million de pièces |

| Slovénie                 | Journée mondiale des abeilles, |                     |
|                          | Nid d'abeilles en forme de Globe terrestre formé d'alvéoles hexagonales dont certaines sont bouchées de façon à faire apparaître l'hémisphère est et, notamment, la carte de l'Europe et d'une partie de l'Afrique. En haut, à gauche, la légende SVETOVNI DAN ČEBEL (Journée de l'abeille). En bas, à droite, la mention du pays émetteur SLOVENIJA et le millésime 2018. L'anneau externe de la pièce comporte les douze étoiles du drapeau européen. Le dessin a été choisi à la suite d'un concours lancé par la Banque de Slovénie de mars à mai 2017. Trente-six propositions ont été reçues pour cette pièce. Le choix final a été effectué par le gouvernement sur les recommandations d'une commission mise en place par la banque nationale et le ministre des finances et dévoilé en août 2017. |                     |
| Graveur : Janez Bizjak   | \| Gravure sur la tranche : \| Date : \| Tirage : \| \| \| Mai 2018[68] \| 1 million de pièces \| |                     |
| Gravure sur la tranche : | Date : | Tirage :            |
|                          | Mai 2018 | 1 million de pièces |

| Vatican                  | 2018, année européenne du patrimoine culturel |                |
|                          | Représentation de la sculpture grecque antique Groupe du Laocoon d'Agésandros, Athénodore et Polydore, représentant Laocoon et ses deux fils nus attaqués par des serpents. L'œuvre est conservée au musée Pio-Clementino, au Vatican. À gauche et à droite, la légende ANNO EUROPEO DEL PATRIMONIO CULTURALE (Année européenne du patrimoine culturel). En bas, la mention du pays émetteur Città del VATICANO. En haut, à droite, le millésime 2018. L'anneau externe de la pièce comporte les douze étoiles du drapeau européen. |                |
| Graveur : Claudia Momoni | \| Gravure sur la tranche : \| Date : \| Tirage : \| \| \| 31 mai 2018 \| 101 000 pièces \| |                |
| Gravure sur la tranche : | Date : | Tirage :       |
|                          | 31 mai 2018 | 101 000 pièces |

| Vatican                   | 50e anniversaire de la mort du prêtre italien Francesco Forgione, dit Padre Pio, le 23 septembre 1968 à San Giovanni Rotondo, |                |
|                           | Effigie du Padre Pio, de profil, tourné vers la droite, entourée de l'année de sa mort 1968 et du millésime 2018. En bas, son surnom en écriture manuscrite Padre Pio. En haut, la mention du pays émetteur CITTÀ DEL VATICANO. L'anneau externe de la pièce comporte les douze étoiles du drapeau européen. |                |
| Graveur : Valerio De Seta | \| Gravure sur la tranche : \| Date : \| Tirage : \| \| \| 4 octobre 2018 \| 101 000 pièces \| |                |
| Gravure sur la tranche :  | Date : | Tirage :       |
|                           | 4 octobre 2018 | 101 000 pièces |

## Compléments

### Lectures approfondies
- Olivier Fournier (dir.), €5 : €monnaies et €billets 1999-2009, Paris, Les Chevaux-Légers, 2009 (ISBN 978-2-916996-13-4)
- Catalogue euro, Monnaie et billets 2014, Geesthacht, Leuchtturm, 2014 (ISBN 978-3-00-026627-0)